# Le Vent dans la plaine
Ne doit pas être confondu avec Le Vent de la plaine.
Pour un article plus général, voir Préludes de Debussy.
Le Vent dans la plaine est le troisième prélude du premier livre des Préludes de Claude Debussy.

## Présentation
Le Vent dans la plaine est composé le 11 décembre 1909, et créé à Paris le 16 janvier 1911, salle des Agriculteurs, par le pianiste Franz Liebich. L'œuvre est également donnée le 29 mars 1911 lors d'un concert Durand, salle Érard, par le compositeur au piano, puis au sein du cycle complet du premier livre des Préludes, le 3 mai 1911 à la salle Pleyel, par Jane Mortier.
Le titre du prélude est repris d'un vers de Charles-Simon Favart, également placé en exergue de la 1re des Ariettes oubliées, : 
Le vent dans la plaine

Suspend son haleine

## Analyse et commentaires
Le Vent dans la plaine, d'une durée moyenne d'exécution de deux minutes environ, est en mi bémol mineur, Animé, aussi légèrement que possible, à 
.
Pour Alfred Cortot, cette évocation du vent dans la plaine, « furtif et rapide, [...] glisse sur l'herbe rase, s'accroche aux buissons, échevèle les haies, et parfois, dans la jeune ardeur du matin, d'un souffle plus brusque, courbe les blés naissants d'une longue vague frémissante ».
La pièce « présente un motif pentatonique harmonisé de plusieurs manières distinctes [...] et repose essentiellement sur la dominante si  sur laquelle elle se conclut de manière interrogative ». Harry Halbreich souligne que le morceau, « dont la couleur est déterminée surtout par l'intervalle de seconde mineure et par les septièmes parallèles, demeure suspendu jusqu'à la fin autour de la dominante du ton principal. Mais en son centre exact, il culmine en six accords violents dans le ton relatif de sol bémol majeur ».
Guy Sacre relève également une .
Dans le catalogue des œuvres du compositeur établi par le musicologue François Lesure, Le Vent dans la plaine porte le numéro L 125 (117) no 3.

## Discographie sélective
- Debussy : Piano works Vol. 4, François-Joël Thiollier (piano), Naxos 8.553293, 1998[8].
- Debussy: Préludes, Steven Osborne (piano), Hyperion Records CDA 67530, 2006[9].
- Debussy : Complete Works for Piano, Volume 1, Jean-Efflam Bavouzet (piano), Chandos Records CHAN 10421, 2007[10].
- Debussy : The Solo Piano Works, Noriko Ogawa (piano), BIS Records CD 1955/56, 2012[11].
- Claude Debussy : The complete works, CD 3, Yuri Egorov (piano), Warner Classics, 2018[12].